# Silverline

Historisches Senderlogo

Die Silverline Television AG – Silverline Movie Channel ist ein deutschsprachiger Pay-TV-Sender, der Spielfilme aus den Bereichen Action, Horror, Martial Arts und Science-Fiction  ausstrahlt. Der 2003 von Axel Münch und Andreas Brandl gegründete Sender wird von der Silverline Television AG mit Sitz in Grünwald betrieben. Verbreitungsgebiet sind die Kabelnetze, Satellit und Internet im deutschsprachigen Europa. 2015 hat Ralph Piller den Sender übernommen. Er sendete von März 2017 bis Februar 2019 in HD bei Magine TV.

## Konzept
Der Sender zeigt vorrangig Spielfilme; es gibt keine Making-ofs und keine Fremdwerbung. Die Filme wurden früher anmoderiert. Moderatorin ist Sabine Piller, die Aufrufzahlen der Trailer auf YouTube sind im einstelligen Bereich. Sabine Piller, die auch das Bayern-Journal auf RTL und SAT 1 der betreibenden Firma C.A.M.P TV moderiert, ist Ehefrau des Eigners.

## Empfang
Der Silverline Movie Channel ist bei folgenden Anbietern zu empfangen:
- Vodafone Kabel Deutschland
- KabelKiosk
- Unitymedia/Kabel BW
- Swisscable
- Waipu
- Amazon Prime